# 飯塚市コミュニティバス

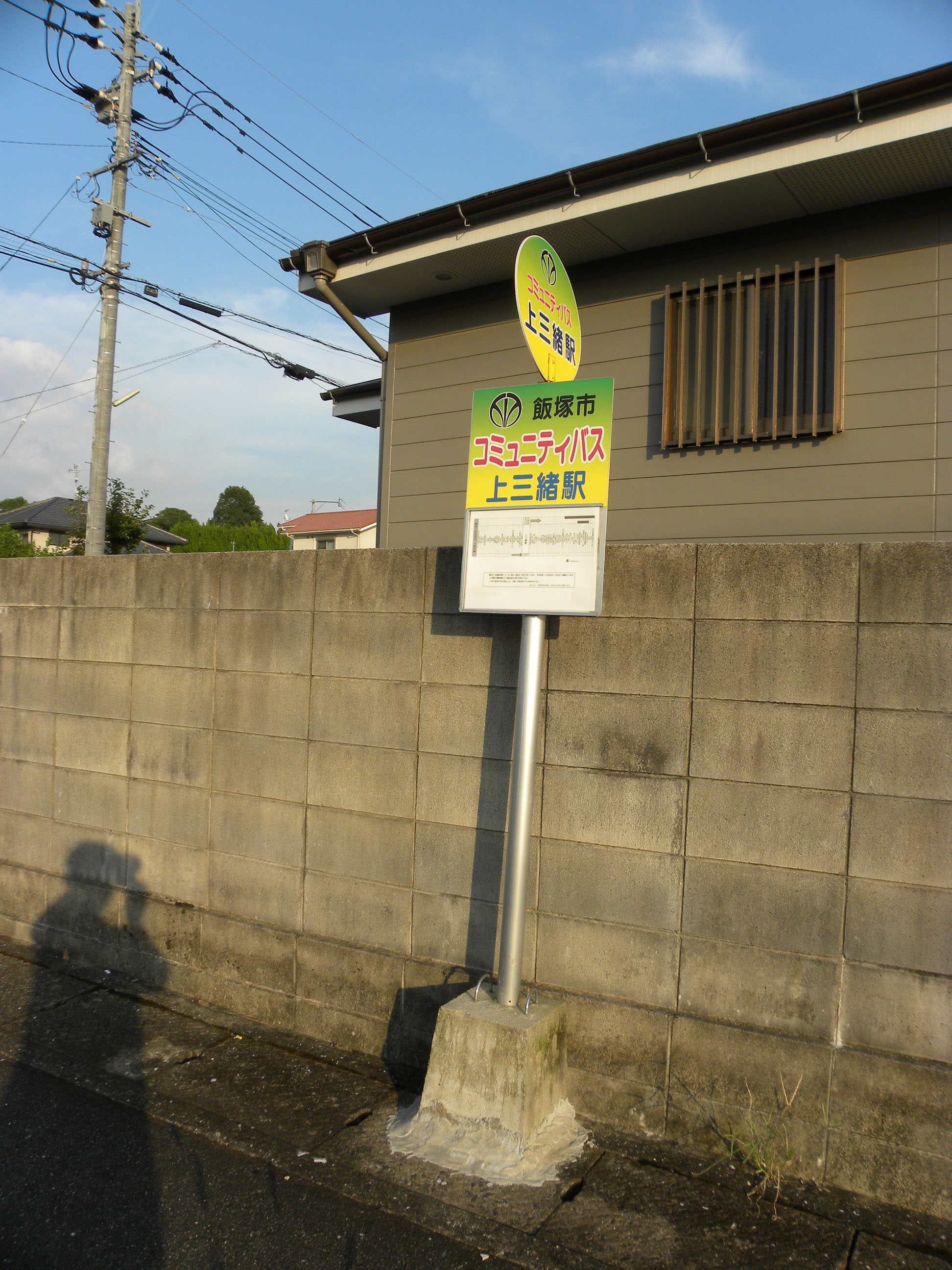
飯塚市コミュニティバスのバス停

飯塚市コミュニティバス（いいづかしコミュニティバス）は、福岡県飯塚市にて運行しているコミュニティバスである。
なお、本記事では、飯塚市が運営主体となる以下の公共交通全般について記述する。
- 飯塚市コミュニティバス - 市内を11か所の地区に分け、各地区相互間を定時定路線型で運行する。
- 飯塚市予約乗合タクシー - 登録制・オンデマンド運行で上記の地区内のみ利用可の乗合タクシー。
- コミュニティバス宮若・飯塚線 - 宮若市と共同運営で宮若市 - 飯塚市間を運行する。
- 路線ワゴン - 飯塚市中心部に比較的近いバス路線空白地域で運行する乗合タクシー。
- 街なか循環バス（運行終了） - 飯塚市中心部と周辺を循環する。

## 運行概要
- いずれも実際の運行業務は市内のバス・タクシー事業者が行う。
- 運賃
  - コミュニティバスと路線ワゴンが200円均一、乗合タクシーが300円均一。
    - いずれも小学生以下は無料、障害者手帳（身体障害者手帳・療育手帳・精神障害者保健福祉手帳）所持者とその介護者は100円引。
    - コミュニティバス、路線ワゴン、予約乗合タクシーのどれにも使える回数券（13枚綴り1,000円。車内で販売）がある。

  - 宮若・飯塚線は乗車距離に応じた運賃で、4歳未満および大人同伴の小学生未満は無料。4歳以上16歳未満および障害者手帳所持者は半額。上記回数券は利用不可。
- 土曜日、日曜日・祝日・旧盆（8月13日から15日）・年末年始（12月29日から1月3日）は宮若・飯塚線を除きすべて運休する。宮若・飯塚線は平日ダイヤと土日祝日ダイヤがあり年中無休の運行。

## 沿革
2006年3月26日に旧飯塚市と頴田町・庄内町・穂波町・筑穂町が合併して新市制の飯塚市が発足したのち、飯塚市では旧4町から引き継いだコミュニティバスや福祉バスを引き続き運行していたが、2009年4月1日からこれに代わり、3年間の実証実験として市内各地を結ぶコミュニティバスの運行を開始した。
運賃100円均一で11路線が設定されたが、2012年3月いっぱいで実証実験期間が満了し国庫補助が終了したため、2012年4月2日からコミュニティバスは3路線に再編されるとともに運賃が200円均一に値上げされ、他は予約制乗合タクシー（運賃300円均一）に移行した。
また、2015年4月1日から2018年3月31日まで街なか循環バスを試行運行した。

### 年表
- 2009年4月1日 - 市内11路線で運行開始。運賃100円均一。
- 2012年4月2日 - 従来の11路線に代わり3路線と予約制乗合タクシー8区間を新設。コミュニティバスは運賃200円均一、予約制乗合タクシーは運賃300円均一となる。
- 2014年4月1日 - ダイヤ改正。障がい者割引を導入。
- 2015年4月1日 - 街なか循環バスを試行運転開始。コミュニティバスのダイヤ・路線改正。
- 2016年4月1日 - ダイヤ改正。
- 2018年4月1日 - ダイヤ改正。街なか循環バスの運行を終了。
- 2019年10月1日 - 宮若・飯塚線の運行を開始。
- 2020年10月1日 - 宮若・飯塚線の経路を変更。路線ワゴン3路線の運行を開始。

## 現行路線
市域を「飯塚地区」「菰田地区」「立岩地区」「幸袋地区」「二瀬地区」「頴田・鯰田地区」「鎮西地区」「飯塚東地区」「穂波地区」「庄内地区」「筑穂地区」の11か所に分け、コミュニティバス・予約乗合タクシーを運行している。市中心部でバス・鉄道路線の集中する飯塚地区・菰田地区・立岩地区では予約乗合タクシーがない。

### コミュニティバス
市内各地区の中心部・商業施設・医療施設などと市中心部を結ぶ。
- 全停留所記載。ただし便によっては停車しない停留所もある。
- 【 】内は運行方向にかかわらず矢印の向きに運行。

頴田・飯塚線
頴田病院 - JA頴田支所前 - 頴田交流センター - 石丸団地 - 頴田高齢者福祉センター - 鯰田新町 - 川食鯰田店 - 幸袋交流センター - 東川津 - 川津郵便局口 -  横田 - 穂波福祉総合センター - 市立病院 - 小正高畑 - イオン穂波店 - 徳前 - 【街なか子育てひろば前 → コスモスコモン前】 - 飯塚市役所
誠心物流（ゆめりあバス）による運行。3往復運行。頴田・鯰田地区、幸袋地区、二瀬地区、鎮西地区、穂波地区、飯塚地区を経由する。
庄内・飯塚線
庄内保健福祉総合センター - 庄内交流センター - 下三緒団地 - 上三緒団地中央 - 鶴三緒 - 飯塚記念病院入口 - 五穀神 - 菰田市営住宅 - 菰田交流センター - 飯塚駅前 - 穂波庁舎 - 穂波交流センター - 椿 - 市立病院 - 穂波福祉総合センター - イオン穂波店 - 徳前 - 【街なか子育てひろば前 → コスモスコモン前】 - 飯塚市役所
※便により停車しない停留所がある
Shonai観光（庄内観光）による運行。3往復運行。庄内地区、飯塚東地区、菰田地区、穂波地区、飯塚地区を経由する。
高田・鎮西線
（飯塚市街地 - 筑前大分駅）大分駅 - 高野 - 高田 - 津原橋 - 安恒 - コメリ飯塚店 - 椿 - 市立病院 - 穂波福祉総合センター - イオン穂波店 - 徳前 - 【街なか子育てひろば前 → コスモスコモン前】 - 飯塚市役所
（二瀬・鎮西地区循環左回り）飯塚市役所 → 二瀬交流センター → 二瀬病院 → 建花寺本村公民館 → 旧鎮西公民館 → 大日寺上 → 鎮西交流センター → 潤野上区 → 市立病院 → 穂波福祉総合センター → イオン穂波店 → 徳前 → 街なか子育てひろば前 → コスモスコモン前 → 飯塚市役所
（二瀬・鎮西地区循環右回り）街なか子育てひろば前 → コスモスコモン前 → 徳前 → （この間左回りと逆順） → 二瀬病院 → 二瀬交流センター
2018年4月1日新設。穂波地区内を通り筑前大分駅と飯塚市街地を結ぶルートと、二瀬・鎮西地区を通り循環するルートがある。二瀬・鎮西地区循環のうち右回りは1周せずC字型の運行経路をとる。
Shonai観光（庄内観光）による運行。飯塚市街地 - 大分駅間が1.5往復、循環ルートが左回り・右回り各2本の運行。
筑穂・飯塚線
（大分駅経由）筑穂支所 - 筑穂保健福祉総合センター - 大分郵便局 - うぐいす台 - 大分駅 - 吉田 - 桂川駅 - 済生会病院 - コメリ飯塚店 - 椿 - 市立病院 - イオン穂波店 - 徳前 - 【街なか子育てひろば前 → コスモスコモン前】 - 飯塚市役所
（上穂波駅経由）筑穂支所 - 上穂波駅 - 平塚 - 川食筑穂店 - 大木 - 北古賀 - 桂川駅 - 済生会病院 - コメリ飯塚店 - 椿 - 市立病院 - イオン穂波店 - 徳前 - 【街なか子育てひろば前 → コスモスコモン前】 - 飯塚市役所
誠心物流による運行。3.5往復運行（うち1往復が上穂波駅経由）。筑穂地区、穂波地区、飯塚地区を経由する。飯塚市外の桂川駅も経由する。

### コミュニティバス宮若・飯塚線
- 宮田 - 商工会議所前 - 筑前生見 - 筑前岩淵 - 脇野 - 千石峡入口 - 笠置橋 - 尾多羅 - 庄司本村 - 井ノ浦口 - 幸袋中 - 幸袋農協前 - 幸袋交流センター前 - 鯰田渡 - 鯰田駅 - 鯰田上町 - 変電所 - 二本松 - 川島橋 - 川島 - 川島八幡宮 - 嘉穂東高校 - 飯塚裁判所 - 飯塚市役所 - 新飯塚駅 - 飯塚病院前 - 吉原町

誠心物流による運行。宮若市中心部と飯塚市中心部を結ぶ路線で、2019年9月30日限りで廃止されたJR九州バス直方線宮田 - 新飯塚駅間の代替として翌10月1日より運行開始された。また、2020年9月30日限りで廃止された西鉄バス筑豊の飯塚 - 鯰田駅 - 吉北団地間の代替として、翌10月1日より鯰田地区を経由する経路に変更している。
宮若市と飯塚市の共同運営で、運行体系は飯塚市内のコミュニティバスとは全く異なり、乗車区間にかかわらず距離制運賃となるほか、土日祝日にも運行する。平日5往復、土日祝日3往復の運行。

### 予約乗合タクシー
幸袋地区、二瀬地区、頴田・鯰田地区、鎮西地区、飯塚東地区、穂波地区、庄内地区、筑穂地区の8地区で運行する。予約制で利用者登録が必要。基本的に地区外での乗降はできないが、地区の近傍にある一部の公共施設・医療施設・鉄道駅では乗降できる。 筑穂地区の君ヶ畑の君ヶ畑公民館とその周辺では、2020年3月31日までは嘉麻市バス千手外廻線と接続しており、同地区と嘉麻市の泉河内・大隈・西鉄大隈などを400円で移動できた。同年1月9日からは、嘉麻市嘉穂地区のデマンドバスの試行運行が開始され、同年4月1日には嘉麻市デマンドバスの本運行が開始され、実質600円に値上がりしたものの、嘉穂地区全域から筑穂地区を移動できるようになった。

### 路線ワゴン
幸袋地区
吉北団地 - 吉北団地口 - 山の谷 - 栄長寺 - 勝負谷 - 鯰田渡 - 鯰田駅
鎮西地区
蓮台寺 - 鎮西 - 大日寺 - 井尻 - 丸山 - 宝満宮 - 黒萩 - 牟田 - 平原 - 潤野下区
飯塚東地区
【東ヶ丘団地 → 柏の森ヒルズ】 - 山内 - 山内口 - 羅漢山 - 金池 - 上の谷
予約乗合タクシー用の車両を使用し定時定路線型運行を行う路線。西鉄バス筑豊が2020年9月30日限りで廃止した区間の代替として翌10月1日より運行開始した。幸袋地区は3往復、鎮西地区は3.5往復、飯塚東地区は上の谷行き5本・柏の森ヒルズ行き7本の運行。

## 過去の路線

### 2018年3月までのコミュニティバス路線
頴田・飯塚線
頴田病院 - 頴田支所 - 頴田高齢者福祉センター - 石丸団地 - 鯰田新町 - 川食鯰田店 - 幸袋公民館 - 川津郵便局 - 二瀬公民館 - イオン穂波店 - 街なか子育てひろば前 - コスモスコモン前 - 穂波福祉総合センター - 市立病院 - 潤野上区 - 鎮西公民館 - 二瀬病院 - 二瀬公民館 - 川津郵便局 - 幸袋公民館 - 川食鯰田店 - 鯰田新町 - 石丸団地 - 頴田高齢者福祉センター - 頴田支所 - 頴田病院
※便により始発・終着地・停車順・停車地が異なる
誠心物流（ゆめりあバス）による運行。1日8本運行。頴田・鯰田地区、幸袋地区、二瀬地区、鎮西地区、穂波地区、飯塚地区を経由する。
庄内・飯塚線
庄内保健福祉総合センター - 下三緒団地 - 鶴三緒 - 菰田公民館 - 飯塚駅前 - 穂波庁舎 - 椿 - 市立病院 - 穂波福祉総合センター - 街なか子育てひろば前 - コスモスコモン前 - イオン穂波店
※便により停車しない停留所がある
庄内観光による運行。1日3往復運行。庄内地区、飯塚東地区、菰田地区、穂波地区、飯塚地区を経由する。
筑穂・飯塚線
（桂川駅経由）筑穂支所 - 筑穂保健福祉総合センター - 大分郵便局 - うぐいす台 - 大分駅 - 吉田 - 大木 - 北古賀 - 桂川駅 - 済生会病院 - コメリ飯塚店 - 椿 - 市立病院 - 街なか子育てひろば前 - コスモスコモン前 - イオン穂波店
（高田・津原橋経由）筑穂支所 - 筑穂保健福祉総合センター - 大分郵便局 - 大分駅 - 高田 - 津原橋 - コメリ飯塚店 - 市立病院 - 街なか子育てひろば前 - コスモスコモン前 - イオン穂波店
※便により経路・停車地が異なる
西鉄バス筑豊による運行。1日4往復運行（うち1往復が高田・津原橋経由）。筑穂地区、穂波地区、飯塚地区を経由する。飯塚市外の桂川駅も経由する。

#### 街なか循環バス
市の中心部にある飯塚市役所、飯塚バスセンター、新飯塚駅周辺の飯塚地区、菰田地区、立岩地区を結ぶ。イオン穂波店も経由する。
全路線がShounai観光による運行。
街なか循環線
イオン穂波店 - 徳前 - 明治町 - 吉原町 - 片島一丁目 - 飯塚市役所 - 新飯塚駅東口 - サン・アビリティーズいいづか - 飯塚病院前 - コスモスコモン - 街なか子育てひろば前 - 徳前 - イオン穂波店
飯塚市中心部を経由する。
1日4本運行。上記の順に停車する右回りと、上記と逆順に停車する左回りが交互に運行される。
川島線
イオン穂波店 - 徳前 - 街なか子育てひろば前 - 飯塚病院前 - サン・アビリティーズいいづか - 新飯塚駅東口 - 飯塚市役所 - 総合庁舎 - たていわ病院前 - 久世ヶ浦市営住宅前 - 川島 - 川島八幡宮 - 片島 - 片島一丁目 - 吉原町 - 明治町 - 街なか子育てひろば前 - コスモスコモン - 徳前 - イオン穂波店
飯塚市中心部に加え、飯塚地区・立岩地区北部の川島・片島を経由する。
1日2本運行。午前の1本は上記順に、午後の1本は上記と逆順に停車する。
菰田線
（午前便）イオン穂波店 - 徳前 - 街なか子育てひろば前 - 昭和通り二丁目 - 飯塚駅通り - 菰田 - 五穀神 - 飯塚記念病院入口 - 菰田市営住宅 - 菰田公民館 - 菰田駅通り - 飯塚駅 - トライアル飯塚店前 - 街なか子育てひろば前 - 飯塚病院前 - サン・アビリティーズいいづか - 新飯塚駅東口 - 飯塚市役所 - 片島一丁目 - 吉原町 - 明治町 - 徳前 - イオン穂波店
（午後便）イオン穂波店 - 徳前 - 街なか子育てひろば前 - コスモスコモン - トライアル飯塚店前 - 飯塚駅通り - 菰田 - （この間午前便と同順） - 菰田駅通り - 飯塚駅 - 昭和通り二丁目 - 飯塚病院前 - （この間午前便と同順） - イオン穂波店
飯塚市中心部に加え、飯塚駅周辺の菰田地区を経由する。
1日2本運行。午前と午後で運行方向が逆になる。
- 2015年4月1日 - 運行開始。西鉄バス筑豊による運行。計9本。
- 2017年4月1日 - ダイヤ改正・路線変更。計8本に減便し、始発・終着を飯塚市役所からイオン穂波店に変更。運行事業者を庄内観光に変更。「サン・アビリティーズいいづか」バス停を新設。

### 2012年3月までのコミュニティバス路線
穂波地区北廻り線
穂波庁舎 - 菰田公民館 - 飯塚駅前 - 穂波庁舎 - 穂波公民館 - 市立病院 - 穂波福祉総合センター - ジャスコ穂波店 - 徳前郵便局前 - （公設市場→）- コスモスコモン前 - 徳前郵便局前 - 穂波公民館 - 穂波庁舎
誠心物流が運行。両方向循環。1日各3本。
穂波地区南廻り線
穂波庁舎 - 天道駅 - 済生会病院 - 大分駅 - 市立病院 - 穂波福祉総合センター - 穂波公民館 - 穂波庁舎
誠心物流が運行。両方向循環。1日各3本。
穂波地区ふれあいタクシー
穂波庁舎 - 飯塚駅前 - 公設市場 - 大分駅 - 太郎丸一区 -（天道→）- 天道駅前
穂波タクシーが運行。朝の1往復のみ。天道は往路のみ経由。
筑穂地区内住線
内住十郎 - 大分駅 - 市立病院
嘉穂観光が運行。1日2往復。
内住十郎 - 大分駅 - 小瀬隈 - 筑穂保健福祉総合センター - 筑穂支所 - 筑穂保健福祉総合センター - 小瀬隈 - 大分駅
嘉穂観光が運行。1日1往復。
筑穂地区米ノ山線
米ノ山荒谷 - 上馬敷 - 筑穂支所 - 筑穂公民館 - 長尾 - 豆田口 - 長尾東公民館 - 豆田口 - 桂川駅 - 長尾 - 筑穂公民館 - 筑穂支所 - 筑穂保健福祉総合センター - 筑穂中学校 - 上ノ原 - 大分駅 - 小瀬隈 - 筑穂中学校 - 筑穂保健福祉総合センター - 筑穂支所
嘉穂観光が運行。1日3本。但し筑穂支所行きの最初の便と筑穂支所発の最終便は上馬敷発着。米ノ山荒谷 - 筑穂支所間以外は循環経路で、両方向循環。
筑穂地区内野線
桑曲 - 内野駅 - 君ヶ畑 - 上穂波駅 - 筑穂支所 - 筑穂保健福祉総合センター - 東町 - 大分駅 - 桂川駅 - 桂川駅 - 長尾 - 筑穂公民館 - 筑穂支所
嘉穂観光が運行。1日3往復。桑曲行きの最終便は君ヶ畑を経由しない。
頴田・庄内地区上廻り線
頴田支所 - 頴田病院 - 筑豊ハイツ - 一本松 - 木浦岐 - 頴田支所 - 頴田病院 - 頴田公民館 - 石丸 - 頴田病院 - 頴田支所
庄内観光が運行。1日3本。両方向循環。
頴田・庄内地区中廻り線
庄内支所 - 有井 - 仁保団地入口 - 筑豊自動車試験場 - 筑豊ハイツ - 筑豊自動車試験場 - 仁保団地入口 - 大門 - 牧野 - 頴田公民館 - 頴田病院 - 頴田支所
庄内観光が運行。1日3往復。
頴田・庄内地区下廻り線
筒野・赤坂コース
庄内保健福祉総合センター - 庄内支所 - 筒野 - 筑前庄内駅 - 赤坂 - 庄内支所 - 庄内保健福祉総合センター
上三緒・東コース
庄内保健福祉総合センター - 庄内支所 - 上三緒駅 - 東公民館 - 上三緒団地 - 庄内公民館 - 庄内支所 - 庄内保健福祉総合センター
多田・有安コース
庄内保健福祉総合センター - 庄内支所 - 多田 - 有安 - 筑豊ハイツ - 筑豊自動車試験場 - 庄内保健福祉総合センター
庄内観光が運行。多田・有安コースは1日2本、筒野・赤坂コースと上三緒・東コースは1日3本、両方向循環。
飯塚地区二瀬幸袋線
二瀬公民館 - 緑ヶ丘公民館 - 幸袋公民館 - 東川津公民館 - 二瀬公民館 - 花瀬 - 嘉穂高校 - 穂波福祉総合センター - 市立病院 - 穂波福祉総合センター - ジャスコ穂波店  - （公設市場→）- コスモスコモン前
西鉄バス筑豊が運行。1日3往復。
飯塚地区健康の森公園線
健康の森公園 - 二瀬病院 - 蓮台寺 - 嘉穂高校 - 穂波福祉総合センター - 市立病院 - 穂波福祉総合センター - ジャスコ穂波店  - （公設市場→）- コスモスコモン前
西鉄バス筑豊が運行。1日3往復。
飯塚・頴田線
自衛隊前 - 健康の森公園 - 幸袋公民館 - 鯰田駅 - 東町公園 - 牧野 - 頴田公民館 - 頴田病院 - 頴田支所
西鉄バス筑豊が運行。1日3往復。
筑穂地区ふれあいバス
大分坑→筑穂保健福祉総合センター→筑穂支所→桂川駅
西鉄バス筑豊が運行。朝の片道1本のみ。

### 2009年3月までの路線
- 筑穂町町民ふれあいバス - 合併前の筑穂町が運行。嘉穂交通（後に西鉄バス筑豊）に委託。

## 車両

### 現行の車両

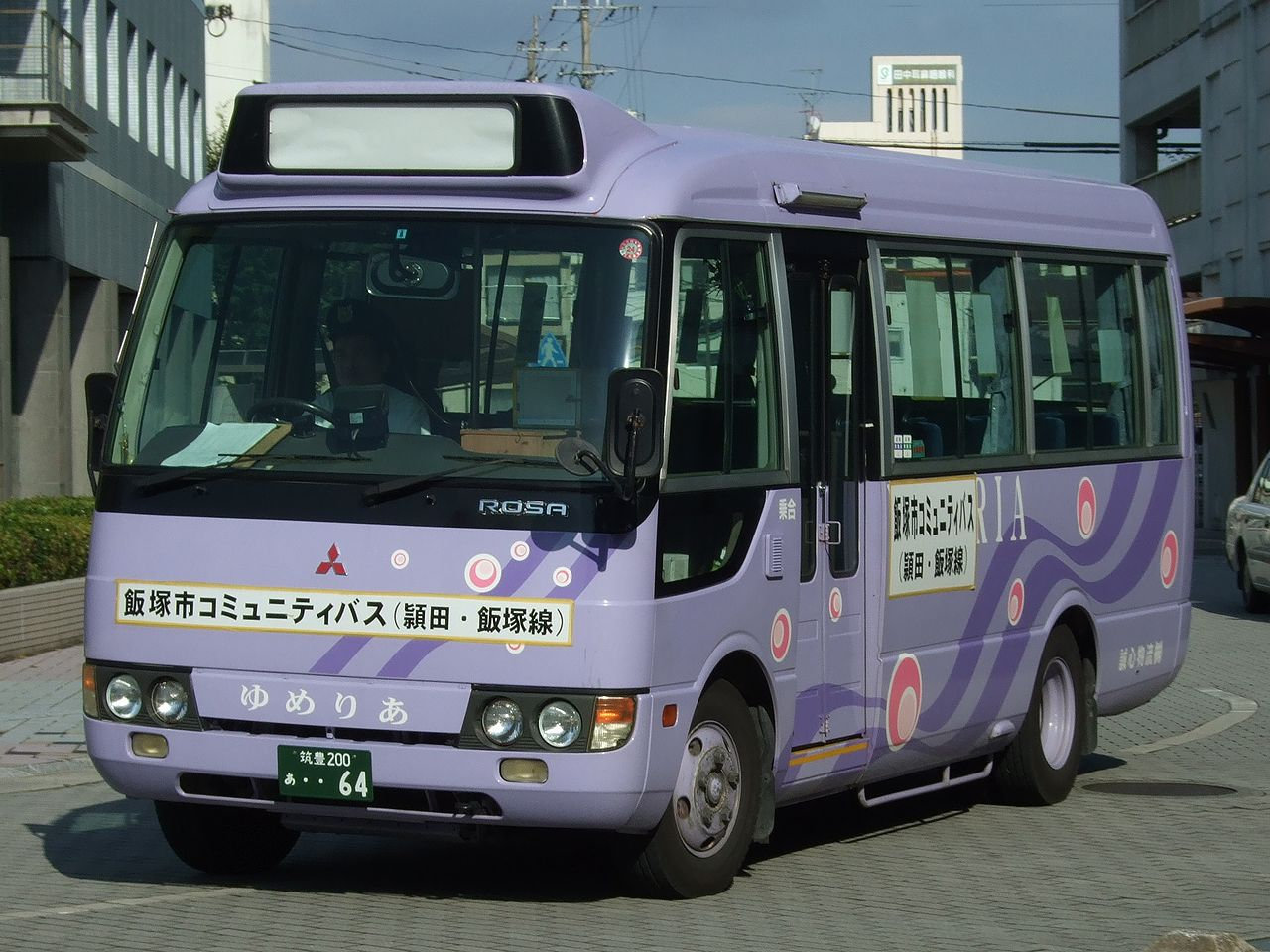
ゆめりあバスが運行する頴田・飯塚線
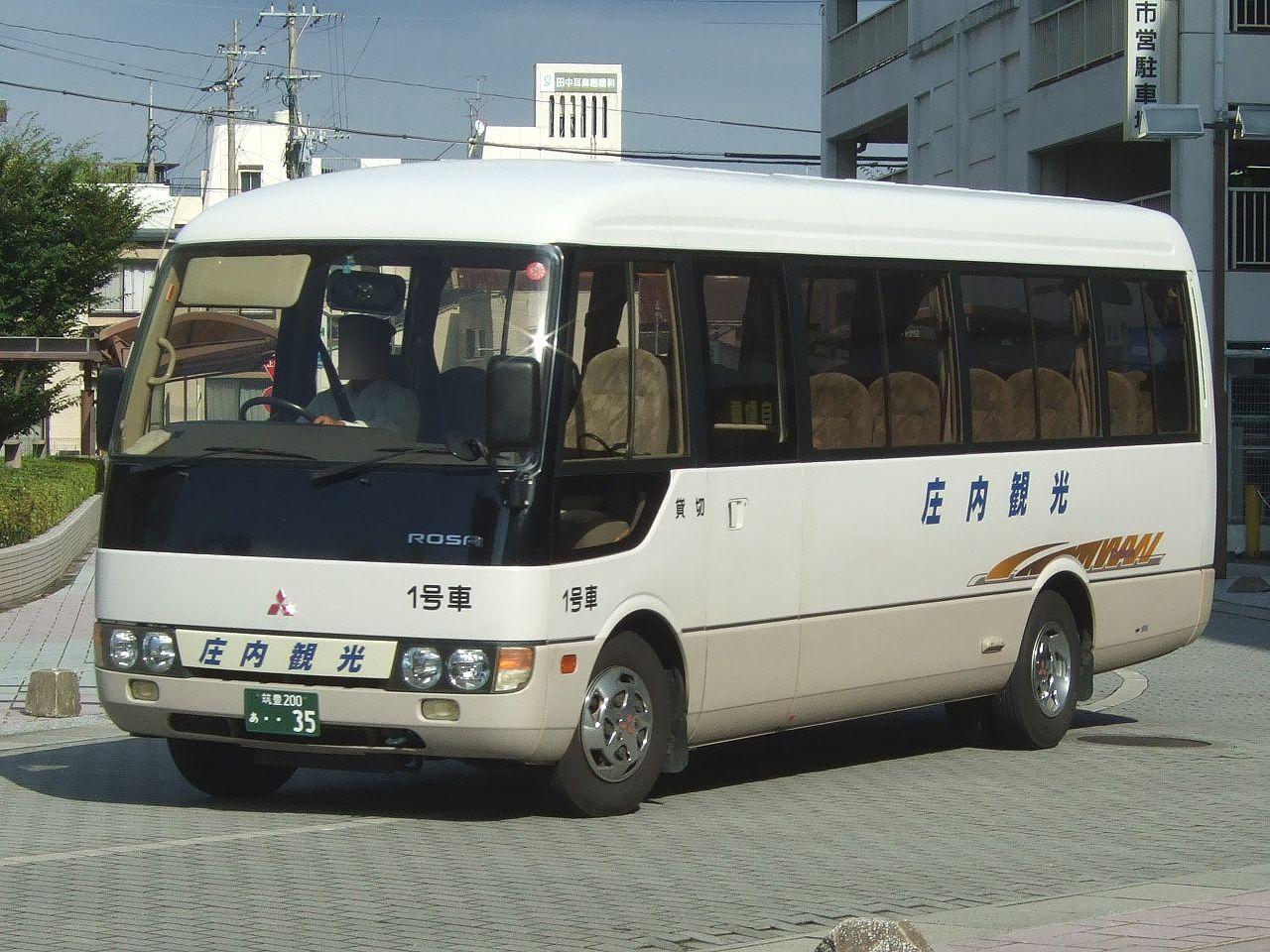
庄内観光バスが運行する庄内・飯塚線。貸切車を使用する。

### 過去の車両

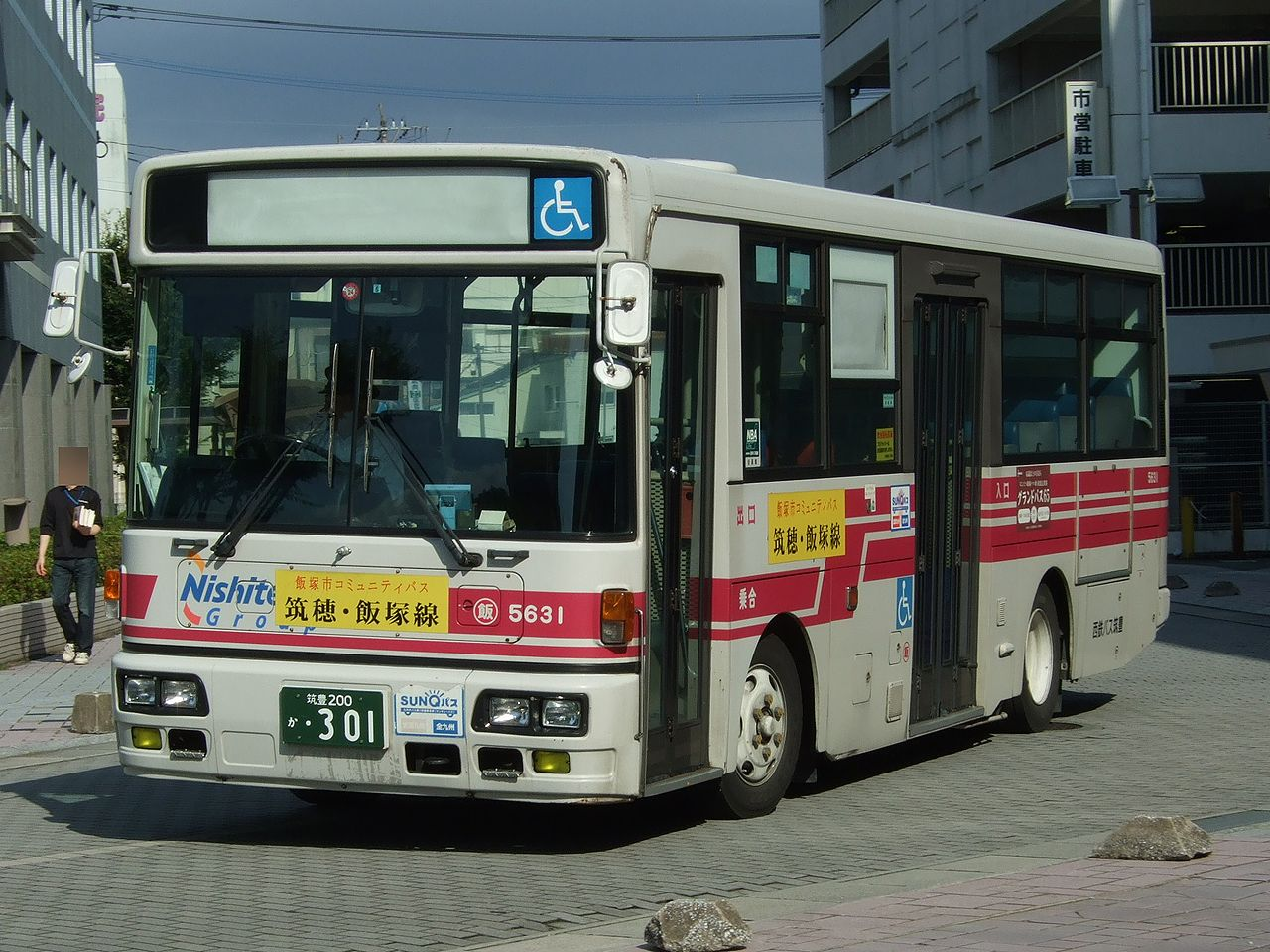
西鉄バス筑豊時代の筑穂・飯塚線。他路線と共通の一般路線車を使用していた。
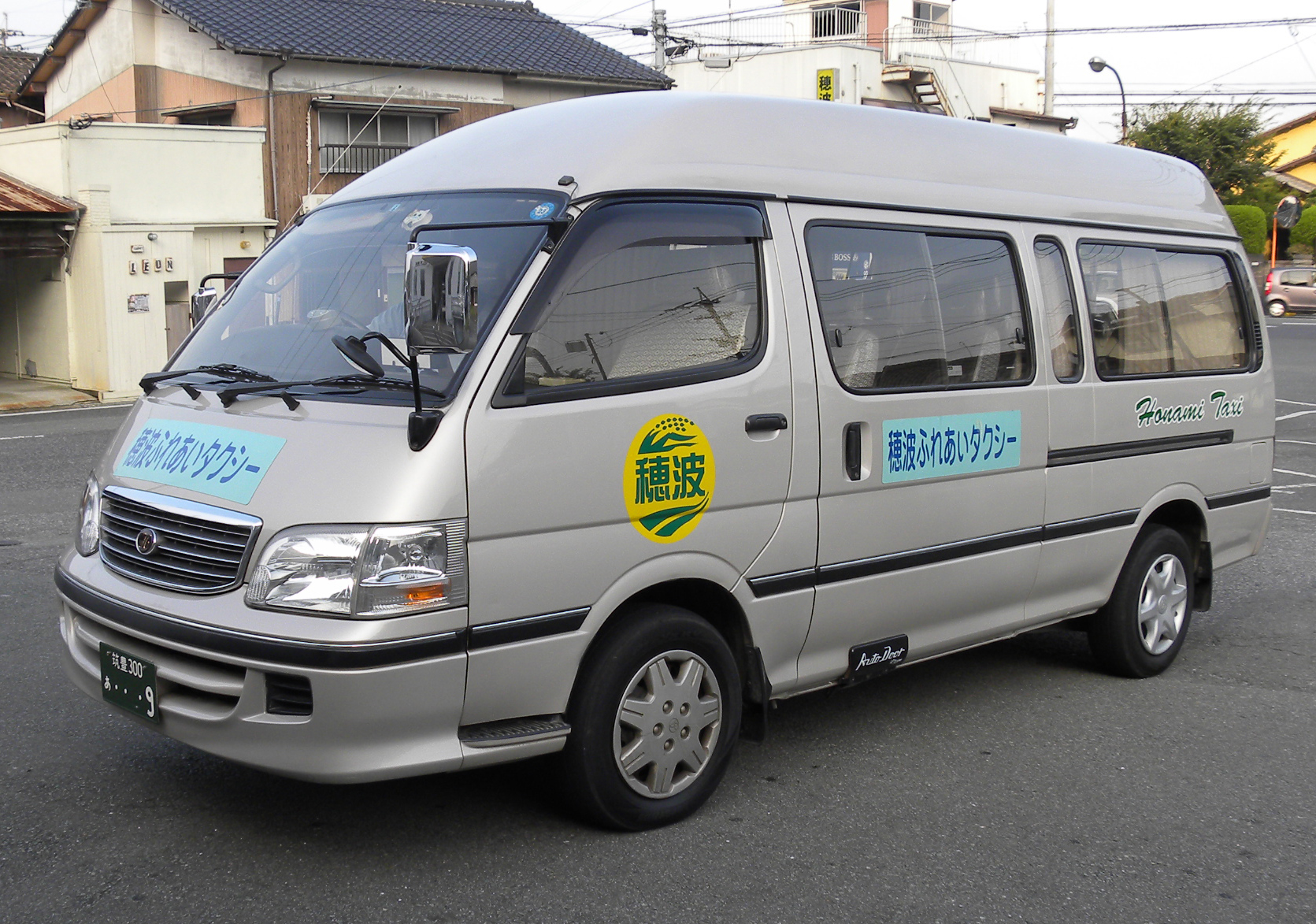
穂波タクシーの車両。トヨタ・ハイエースのジャンボタクシー車両である。
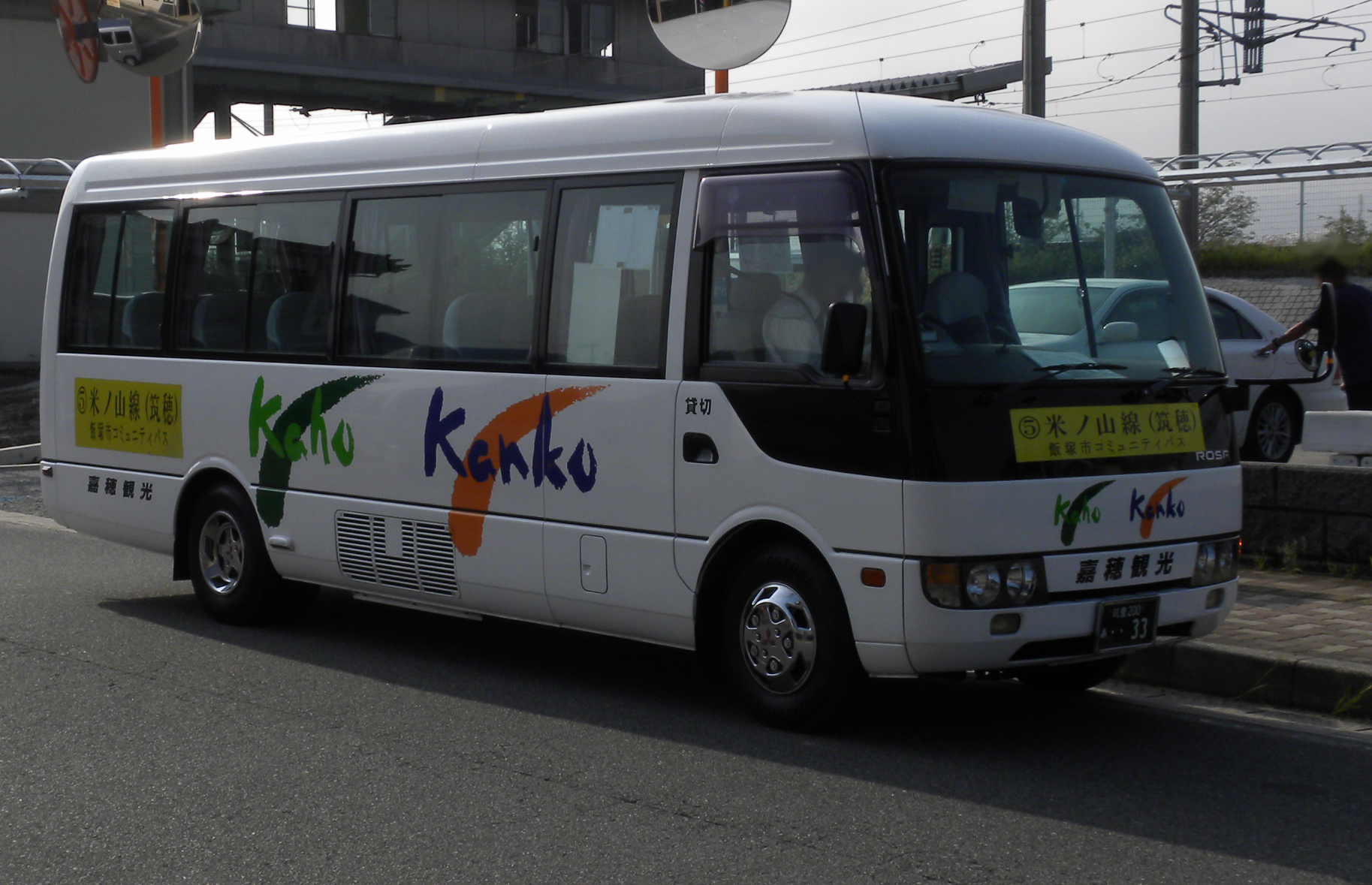
嘉穂観光が運行していた米ノ山線。三菱ふそう・ローザの貸切車。
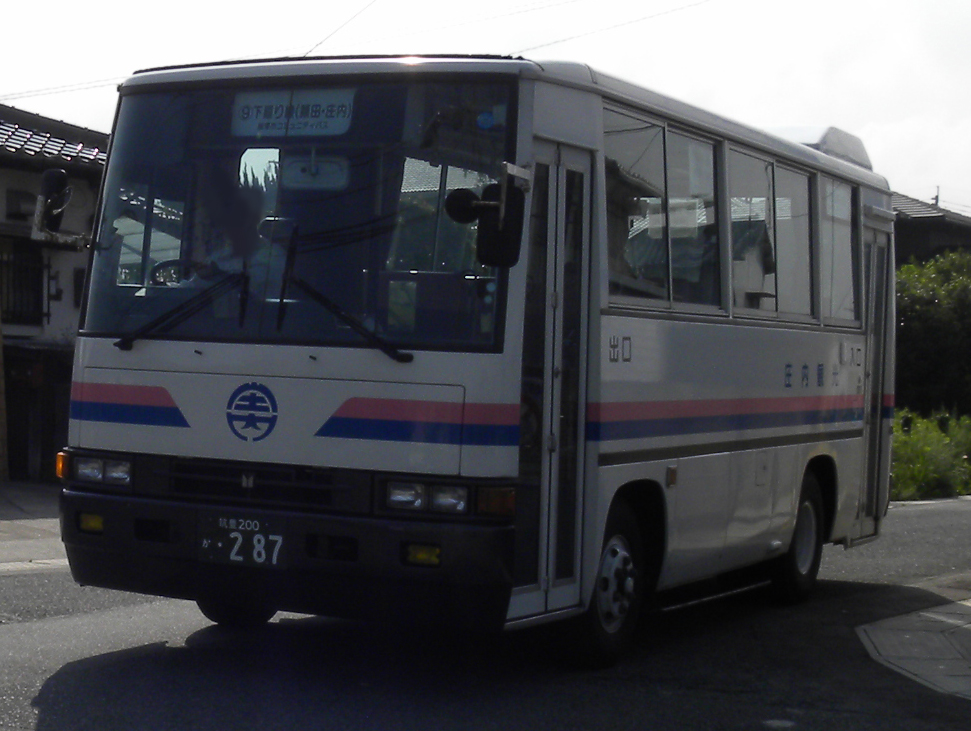
庄内観光が運行していた下廻り線。いすゞ・ジャーニーQ